# 拉本茨
拉本茨是德国石勒苏益格－荷尔斯泰因州的一个市镇。总面积5.75平方公里，总人口818人，其中男性413人，女性405人（2011年12月31日），人口密度142人/平方公里。